# Takamatsu (Prinz)

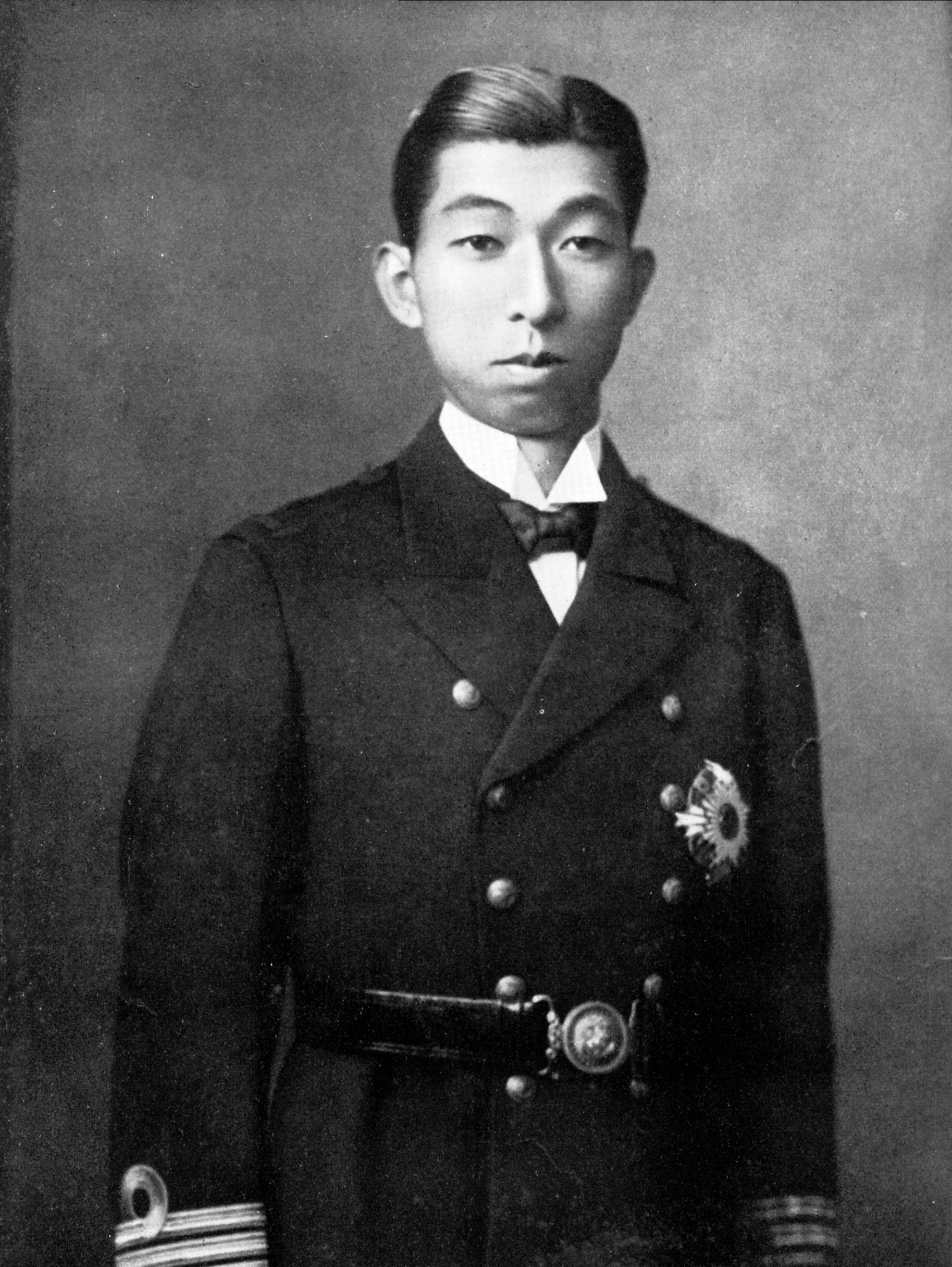
Prinz Takamatsu, 1940

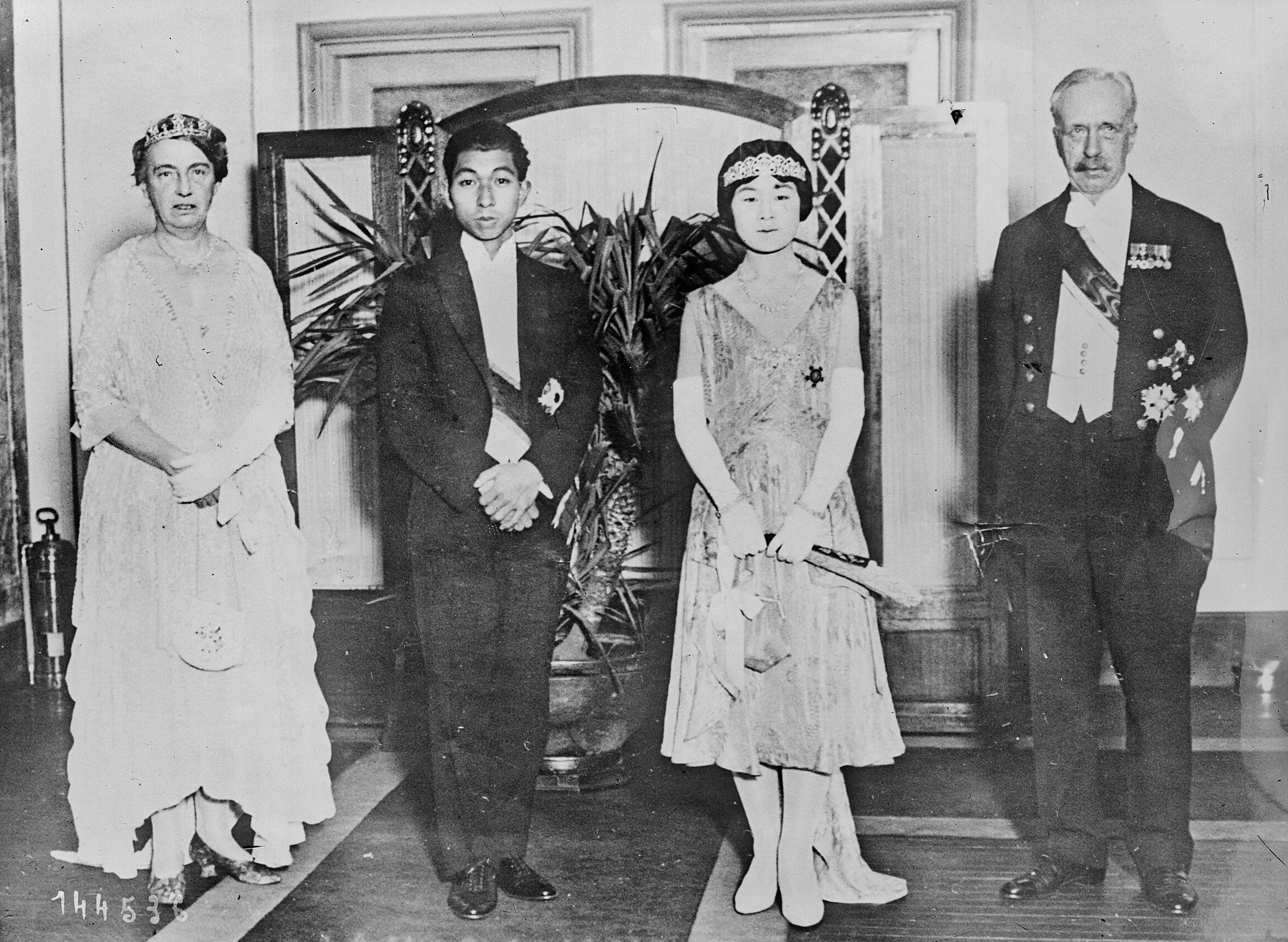
Feier zur Hochzeit von Prinzen Takamatsu. Von rechts: Der britische Botschafter John Tilley, Prinzessin Kikuko, Prinz Nobuhito, Frau Tilley; Aufnahme vom 24. Februar 1930

Prinz Nobuhito von Takamatsu (japanisch 高松宮宣仁親王 Takamatsu-no-miya Nobuhito-shinnō, * 3. Januar 1905 in Tokio; † 3. Februar 1987 in Shibuya, Tokio) war der dritte Sohn von Kaiser Taishō (Yoshihito) und Kaiserin Teimei und der jüngere Bruder des Kaisers Shōwa (Hirohito).
Takamatsu heiratete am 4. Februar 1930 Tokugawa Kikuko, die Tochter von Tokugawa Yoshihisa. Er wurde Oberhaupt des Prinzenhauses (shinnōke) Takamatsu-no-miya (ehemals Arisugawa-no-miya), einer der vier kaiserlichen Zweigfamilien, die erbberechtigt auf den Chrysanthemen-Thron waren, im Falle eines fehlenden Nachfolgers aus dem Haupthaus, allerdings blieb seine Ehe kinderlos. Ab Mitte der 1920er Jahre bis zum Ende des Zweiten Weltkrieges diente Prinz Takamatsu in der Kaiserlich Japanischen Marine. Er verließ sie 1945 im Rang eines Kapitäns zur See (jap. kaigun taisa).
Nach dem Krieg wurde Takamatsu Prinz Ehrenamtlicher verschiedener Organisationen für den internationalen kulturellen Austausch in den Bereichen Kunst, Sport und Medizin. Wegen seiner Tätigkeit als Mitglied des Kaiserlichen Haushalts bleibt er in Japan in Erinnerung. Der Kunstpreis Praemium Imperiale wurde 1989 zu seinem Andenken gestiftet.

## Orden und Auszeichnungen
Inland
- Chrysanthemenorden mit Ordenskette (1925)
- Großer Orden der Aufgehenden Sonne am Band
- Orden des Heiligen Schatzes erster Klasse
- Orden des Goldenen Drachens vierter Klasse (1940)

Ausland
- Großkreuz des Leopoldsordens (1930)
- Ritter des Königlichen Seraphinenordens (1930)
- Ritter des Annunziaten-Orden (1930)
- Royal Victorian Chain (verliehen 1930, widerrufen 1942)
- Großkreuz des Turm- und Schwertordens (1930)